# Le Sentier de neige
Le Sentier de neige est une chanson québécoise du temps de Noël interprétée pour la première fois par Les Classels en 1964. Les auteurs et compositeurs sont Lucien Brien, Hal Stanley et Ben Kaye et l'éditeur est Halben Publishing. Le thème de la chanson est un couple d'amoureux qui se retrouvent sur un sentier enneigé dans les bois.
La chanson a depuis été reprise par de nombreux artistes québécois, dont : 
- Isabelle Boulay[2]
- Étienne Drapeau[3]
- Marc-André Fortin et Karine Riverin[4]
- Safia Nolin et Les Sœurs Boulay[5]
- Guylaine Tanguay[6]
- Annie Villeneuve[7]
- Klô Pelgag[8]
- Pierre Lapointe[9]
- Bobby Hachey[10]